# Herb gminy Kęsowo
Herb gminy Kęsowo – jeden z symboli gminy Kęsowo, ustanowiony 11 marca 2010.

## Wygląd i symbolika
Herb przedstawia na tarczy koloru czerwonego postać szarego żurawia (nieformalnego symbolu gminy), a w pobliżu jego łapy różę, pochodzącą z herbu szlacheckiego Poraj. 